# Ciriacremum capillicorne
Ciriacremum capillicorne är en insektsart som beskrevs av Günther Enderlein 1918. Ciriacremum capillicorne ingår i släktet Ciriacremum och familjen rundbladloppor. Inga underarter finns listade i Catalogue of Life.